# NGC 3409
NGC 3409 ist eine Spiralgalaxie vom Hubble-Typ Sc im Sternbild Wasserschlange. Sie ist schätzungsweise 267 Millionen Lichtjahre von der Milchstraße entfernt.
Das Objekt wurde im Jahre 1886 von Francis Leavenworth entdeckt.